# Super set
Il super set (o super serie) è una tecnica speciale applicata nell'allenamento coi pesi, in particolare nel body building e nel fitness.
Il termine in realtà abbraccia una vasta categoria di esercizi alcuni dei quali possono essere riconosciuti con dei nomi più specifici, come Compound set, Pre-congestione, Post-congestione, Tri set, Giant set.

## Definizione
Il Super set è una tecnica speciale portata alla luce da Leighton et al. tramite una pubblicazione del 1967, in cui due esercizi sono eseguiti in successione senza pausa. In linea generale, questa tecnica consiste infatti nell'eseguire due esercizi diversi uno di seguito all'altro senza pausa. In alcuni casi un super set prevede lo stimolo dello stesso muscolo con due esercizi diversi eseguiti consecutivamente (chiamato anche come compound set), mentre altre volte comporta lo stimolo consecutivo dei gruppi muscolari cosiddetti antagonisti (ad esempio schiena/petto, bicipiti/tricipiti, quadricipiti/ischio-crurali, ecc.). In realtà viene definito come Super set anche il Tri set, in cui gli esercizi svolti in successione sono 3. Il Super set è una delle tecniche più comuni del bodybuilding, e ha dimostrato di creare un incremento della forza muscolare. Dal momento che impone un grande numero di ripetizioni, aumenta il volume dell'allenamento, prolunga intensamente il Time Under Tension, questa tecnica favorisce anche lo sviluppo della resistenza (o endurance) muscolare, tipica delle serie a bassa intensità, e porta ad un maggiore dispendio energetico. I tempi di recupero consigliati sono a grandi linee quelli previsti nel metodo ipertrofia, ovvero tra 1 e 2 minuti. Mentre il numero di ripetizioni previste per esercizio all'interno della serie doppia sono tra le 8 e le 12.

### Super settra muscoli antagonisti oAgonist/antagonist super set
Una delle più comuni versioni del Super set comporta lo stimolo consecutivo dei muscoli antagonisti (Agonist/antagonist super set). Il muscolo che causa il movimento principale è chiamato agonista, il che significa che la contrazione di questo muscolo è responsabile del movimento. Con la contrazione, il muscolo opposto o antagonista si rilassa per permettere che avvenga il movimento. Ad esempio, durante un curl per bicipiti, questi sono i muscoli agonisti mentre i tricipiti sono gli antagonisti. Quando si esegue un push down per tricipiti, questi diventano gli agonisti ed i bicipiti gli antagonisti. Sollecitando alternativamente i muscoli agonisti e antagonisti, si migliora la capacità di raggiungere la piena attivazione delle unità motorie in un muscolo. È stato dimostrato che alternando i muscoli agonisti e antagonisti col Super set riduce la fatica più che eseguire una serie tradizionale, anche con tempi di recupero completi. Questo approccio può aumentare la capacità di lavoro di ben il 40% per allenamento rispetto alla serie tradizionale, questo perché si accumula meno fatica per i maggiori tempi di recupero tra ogni stazione. La tecnica ha il vantaggio di consentire di raddoppiare il carico di lavoro per allenamento. In effetti, si ottengono i benefici dell'allenamento di forza e ipertrofia tipico delle serie tradizionale assieme ad un risparmio di tempo tipico del Circuit training. Un altro dei benefici del Super set tra muscoli antagonisti è quello di facilitare il recupero. Infatti questo metodo favorisce l'afflusso di sangue nel muscolo antagonista quando è in attività. Questo permetterebbe di rimuovere gli scarti metabolici e il tessuto muscolare danneggiato.

### Super setdello stesso muscolo oCompound set
Il Super set in cui viene stimolato lo stesso muscolo o gruppo muscolare con due esercizi diversi eseguiti consecutivamente viene chiamato più precisamente come Compund set o Set composto. Alcuni autori tendono perfino a dissociare i termini Super set e Compound set, sostenendo che il primo faccia riferimento solo alla variante che sollecita i muscoli antagonisti. Tuttavia la maggior parte riferimenti considerano il Super set come una categoria più generica che raggruppa tutte le varianti, tra cui lo stesso Compound set. Esso a sua volta può suddividersi in diversi sottogruppi. Ad esempio, può essere svolto con due esercizi multiarticolari, con due monoarticolari, oppure nei più comuni metodi pre-congestione e post-congestione, ovvero facendo precedere rispettivamente un esercizio di isolamento a uno base o viceversa, col fine di portare al massimo affaticamento il muscolo agonista o bersaglio, quando alcuni dei muscoli sinergici coinvolti rappresentano l'anello debole (si esauriscono prima dell'agonista) nell'esercizio base. È possibile selezionare inoltre degli esercizi che sollecitano lo stesso muscolo ma da angolazioni diverse su un fascio specifico diverso. Potrebbe essere il caso delle croci su panca inclinata seguite dalle distensioni su panca piana. Oppure le alzate laterali seguite dalla shoulder press. Uno dei maggiori benefici prodotti dal compound set è quello di aumentare l'intensità e il Time Under Tension (TUT). Due esercizi per lo stesso gruppo muscolare senza pausa tra gli esercizi aumenta significativamente l'intensità dell'esercizio e impone un intervento di più fibre muscolari. Questo può tradursi in una maggiore risposta del GH a seguito dell'esercizio, che può migliorare i risultati sull'ipertrofia muscolare. Poiché il Compound set è una tecnica ad alta intensità, ne viene sconsigliata l'applicazione frequente, a causa del potenziale sovrallenamento indotto.

#### Pre-esaurimento inSuper set
Il metodo pre-esaurimento (detto anche pre-congestione o pre-stancaggio) in Super set, è un tipo di Compound set che prevede lo stimolo del muscolo agonista dapprima con un esercizio monoarticolare (detto anche di isolamento o complementare) in modo da pre-affaticarlo, e poi ulteriormente esaurito eseguendo consecutivamente un esercizio multiarticolare (detto anche base o composto) che coinvolge lo stesso gruppo muscolare, ma con l'intervento dei muscoli sinergici che erano stati esclusi con l'esercizio di isolamento. Ad esempio, si possono eseguire delle croci per il petto, passando poi alle distensioni su panca. Oppure eseguire un curl per bicipiti seguito immediatamente da delle trazioni a presa stretta (chin-up). Oppure eseguire le alzate laterali seguite dalla shoulder press. Il pre-congestione è un metodo di allenamento che venne introdotto nell'esercizio di resistenza nel 1968 da Robert Kennedy nella rivista Iron Man, anche se fu il fondatore dei macchinari Nautilus e del metodo High Intensity Training (HIT) Arthur Jones a renderlo popolare. Jones era talmente ossessionato dall'idea di trovare i modi più intensi per applicare questa tecnica, che lanciò una linea delle prime macchine Nautilus che combinavano due esercizi in uno per ridurre al minimo i tempi di recupero tra le serie.

#### Post-esaurimento inSuper set
Il metodo post-esaurimento (detto anche post-congestione o post-stancaggio) in Super set, è un Compound set che prevede il meccanismo inverso, ovvero che il muscolo agonista venga dapprima sollecitato con un esercizio multiarticolare a cui segue un definitivo esaurimento selettivo dello stesso con l'esercizio monoarticolare. Può essere utile nel caso di pesi consistenti nell'esercizio base in cui si esauriscono i muscoli sinergici, per poi continuare con un esercizio di isolamento che non recluta quei muscoli già esauriti. Avrebbe senso di essere applicato se non si riescono ad eseguire tutte le ripetizioni necessarie per portare a completo esaurimento il muscolo bersaglio a causa dell'esaurimento di alcuni muscoli sinergici. Si potrebbe esporre l'esempio delle distensioni su panca nel caso in cui i muscoli che cedono per primi siano i tricipiti, quindi si prosegue la serie con delle croci per escludere dal lavoro i tricipiti e continuare a sollecitare il grande pettorale. In altre parole si seleziona un esercizio che recluta molte unità motorie (appunto multiarticolare e multimuscolare) come le trazioni alla sbarra o lo squat, seguiti da esercizi di isolamento, come il pull-over, o il leg extension.

#### Super set "pesante/pompante"
Alcuni autori descrivono un tipo di Super set chiamato "pesante/pompante", il quale consiste nell'eseguire 2 esercizi per lo stesso gruppo muscolare di cui uno multiarticolare e uno monoarticolare, quindi in modalità pre o post-esaurimento. La differenza sta nel fatto che l'esercizio multiarticolare viene eseguito ad intensità più elevate, con carichi pesanti, basse ripetizioni, Speed of movement (velocità di movimento) rapida, e Time Under Tension ridotto, mentre l'esercizio monoarticolare viene svolto ad intensità e carichi inferiori, alte ripetizioni, e ritmo esecutivo lento. Questo può permettere di reclutare sia le fibre rapide (tipo 2) che quelle resistenti (tipo 1).

### Lower body/Upper bodySuper set
Il Super set Lower body/Upper body (parte inferiore/parte superiore del corpo) si profila eseguendo consecutivamente un esercizio per la parte inferiore del corpo e uno per la parte superiore. Questo metodo può essere utile per migliorare la capacità cardiovascolare. L'esercizio iniziale per la parte inferiore del corpo ha un effetto sull'aumento della frequenza cardiaca, e l'esercizio successivo la mantiene costante. Questo tipo di Super set ha svariati punti in comune con il Peripheral Heart Action (PHA), uno stile di Circuit training in cui vengono svolti consecutivamente esercizi per la parte inferiore e superiore in alternanza per stimolare la capacità aerobica cardiovascolare. Esempi di questo tipo di Super set includono squat seguito da distensioni su panca, affondi seguiti da trazioni alla lat machine, o stacchi seguiti da shoulder press. Per il Lower body/Upper body Super set sarebbero più indicate alte ripetizioni, tra le 12 e le 20.

### Tri set
Il Tri set è una variante del Super set in cui vengono eseguiti 3 esercizi consecutivi. Alcuni autori propongono di scegliere gli esercizi monoarticolari (o di isolamento) nel primo e ne terzo esercizio, e di scegliere un esercizio multiarticolare come secondo. Anche in questo caso è possibile scegliere intensità, carichi e modalità esecutive diverse. Il Tri set agisce promuovendo un prolungamento del Time Under Tension mediamente maggiore rispetto al super set da due esercizi, e questo porterebbe ad un maggiore innalzamento dei livelli di lattato, e sviluppandone una maggiore tolleranza, oltre che incrementi considerevoli del GH e un maggiore dispendio energetico durante e dopo l'allenamento (EPOC). La tecnica bene si presta ai protocolli a bassa intensità, in cui l'obiettivo primario è lo sviluppo dell'endurance muscolare e appunto della tolleranza lattacida. Ciò non esclude che esso possa essere eseguito anche con esercizi ad alta e media intensità, per sviluppare allo stesso tempo forza/ipertrofia e durata muscolare. Alcune evidenze ne riconoscono una certa superiorità nel favorire una perdita di massa grassa leggermente superiore pur consentendo un analogo guadagno di forza e ipertrofia rispetto ai metodi tradizionali. Si presenterebbe in maniera simile alla tecnica dello Stripping, con la differenza che in questo caso cambia il tipo di esercizio per ogni serie. Come il super set tradizionale, alcuni ulteriori vantaggi del tri set possono essere l'aumento dell'intensità, della densità, e una riduzione della durata dell'allenamento. Anche in questo caso la tecnica andrebbe applicata in maniera infrequente e per brevi periodi, al fine di evitare i sintomi del sovrallenamento.

### Giant set
Il Giant set (o Set gigante) è simile al tradizionale Super set e al Tri set, ma ne rappresenta l'esasperazione. Esso prevede che gli esercizi eseguiti consecutivamente siano più di tre
. Questa tecnica, come il Tri set, può essere adatta per colpire lo stesso muscolo da diverse angolazioni. I Set giganti sono una forma ridotta del Circuit training, allenamento in cui l'esecutore si sposta rapidamente da un esercizio all'altro senza sosta durante tutta la seduta. Le differenze essenziali stanno nel fatto che il Set gigante raggruppa 4 o poco più esercizi in una serie prevedendo una pausa una volta terminato, mentre nel Circuit training vengono annullate o ridotte al minimo le pause tra gli esercizi eseguiti consecutivamente in tutta la sessione, e l'intera seduta coinvolge più gruppi muscolari, spesso in modalità Total body.

### Paired set training
Quando la tecnica del Super set viene applicata a tutte le stazioni durante l'intera seduta di allenamento, si può parlare di Paired set training (traducibile in allenamento a serie accoppiate). Questa metodica ha dimostrato di aumentare l'EPOC e portare ad un maggiore dispendio energetico totale rispetto al tradizionale allenamento di resistenza.

## La ricerca scientifica e conclusioni
I vantaggi dimostrati dall'applicazione del Super set sono molteplici. Il tempo, o la durata della sessione è uno di questi. Proprio a causa delle pause assenti tra diverse serie, gli allenamenti in Super set sono generalmente più rapidi da portare a termine rispetto ai metodi tradizionali. Già Leighton et al. (1967) dimostrarono un incremento della forza muscolare. Dal momento che impone un grande numero di ripetizioni, aumenta il volume dell'allenamento e prolunga intensamente il Time Under Tension, questa tecnica favorisce anche lo sviluppo della resistenza (o endurance) muscolare, tipica delle serie a bassa intensità e alti TUT, e porta ad un maggiore dispendio energetico. I Super set, nella particolare variante dei muscoli antagonisti, possono effettivamente aumentare la forza muscolare attraverso un fenomeno chiamato "inibizione reciproca", e/o un aumento di accumulo di energia elastica nel complesso muscolo-tendineo. In altre parole ciò significa che si sarà in grado di essere più forti e migliorare la capacità di resistenza nel secondo esercizio, consentendo di allenarsi ad alti livelli di intensità. I ricercatori hanno constatato che il muscolo antagonista coinvolto nel secondo esercizio del Super set risulta più forte. Ad esempio, quando si esegue una serie di curl con bilanciere seguito dalle estensioni per tricipiti, si sarà più forti con i tricipiti, e viceversa. Ciò succede perché normalmente il muscolo che si allena è in qualche modo limitato dal suo antagonista. Durante l'esecuzione delle distensioni su panca, i muscoli della schiena inibiscono in un certo modo la contrazione del grande pettorale. Eseguendo una serie di rematore prima della panca riduce questo effetto inibitorio permettendo al petto di contrarsi maggiormente. Come risultato si sarebbe capaci di allenarsi con più carico e quindi a maggiore intensità. Alcuni dati scientifici interessanti ma indiretti riguardo al pre e post-congestione in super set provengono da una ricerca datata di Maton (1981), il quale evidenziò i benefici dell'affaticamento muscolare. Secondo i suoi risultati, l'affaticamento muscolare è stato correlato con un livello significativamente più elevato di attività elettromiografica (EMG). Ciò significa che, come i muscoli perdono la loro capacità di generare forza a causa dell'affaticamento, il sistema nervoso centrale (SNC) deve continuare a sostenerli per continuare a generare tensione. Sebbene tali risultati non fossero rivolti nello specifico all'analisi del super set, queste conclusioni possono avere delle importanti implicazioni riguardo a tale tecnica. Ciò significherebbe che il super set in pre e post-congestione può presentarsi utile per aumentare l'attività del fascio muscolare bersaglio coinvolto in entrambi gli esercizi eseguiti in successione. Se ad esempio venissero praticate le alzate laterali seguite dalla shoulder press, il pre-affaticamento dei deltoidi risulterebbe in una maggiore attività elettromiografica degli stessi durante la successiva shoulder press. Ciò succederebbe ad esempio anche se alle trazioni alla sbarra a presa supina segue un curl con bilanciere, dove i bicipiti vengono pre-affaticati con il primo dei due esercizi.
Ciò nonostante molte altre ricerche hanno mostrato conclusioni sfavorevoli dall'applicazione del super set in diverse forme. Sforzo e Touey (1996) segnalarono che se i gruppi muscolari piccoli vengono allenati prima dei gruppi muscolari grandi, subendo quindi un pre-affaticamento, i gruppi muscolari grandi non possono essere allenati alla stessa intensità a causa di un calo della prestazione. Maynard e Ebben (2003), analizzando il super set tra muscoli antagonisti, rilevarono che se il muscolo antagonista viene pre-affaticato e coinvolto durante la successiva contrazione dell'agonista, quest'ultimo sarà leggermente affaticato durante la serie (il test venne condotto esaminando un super set tra leg curl e leg extension), esponendo i limiti di questa tecnica nell'attività EMG del muscolo agonista e nella sua espressione della forza. Augustsson et al. (2003) testarono la tecnica del pre-stancaggio in super set sui quadricipiti, prescrivendo l'esecuzione del leg extension seguito da leg press. Venne evidenziato che l'attività e la forza del quadricipite risultassero inferiori nel secondo esercizio e non superiori come ci si aspettava. Secondo i loro risultati, non c'era prova che la tecnica del pre-stancaggio migliori l'attività muscolare comparato alla serie tradizionale. Secondo le loro conclusioni il pre-esaurimento in super set potrebbe invece rivelarsi svantaggioso sulla prestazione, riducendo l'attività muscolare e la forza durante il successivo esercizio multiarticolare. Questi risultati entrano in conflitto con le conclusioni precedenti di Maton (1981), secondo cui l'attività EMG del muscolo aumentava con l'affaticamento grazie all'intervento del SNC. Carregaro et al. (2011) paragonarono il super set tra muscoli antagonisti con un protocollo ad azione reciproca (modalità che prevede solo contrazioni concentriche isocinetiche a ripetizioni alternate tra muscoli antagonisti) e un protocollo tradizionale a serie multiple. I risultati dimostrarono che il metodo ad azione reciproca migliorava la prestazione motoria generando un maggiore quantità di lavoro rispetto al super set o al metodo tradizionale. Cadore et al. (2008) studiarono la capacità del super set di indurre risposte ormonali differenti in base al grado di allenamento dei soggetti testati su uomini di mezza età. Lo studio trovò che le risposte ormonali più significative indotte dalla tecnica si verificavano solo nei soggetti non allenati, mentre negli allenati si verificava solo un lieve aumento del testosterone libero a seguito dell'allenamento in super set. Questi dati comunque non sembrano essere particolarmente importanti, in quanto molteplici evidenze scientifiche recenti dimostrano la mancata correlazione tra l'aumento degli ormoni anabolici (esaltato maggiormente da alcune strategie di allenamento specifiche) e un aumento dell'ipertrofia muscolare o della sintesi proteica muscolare. È bene comunque notare che la maggior parte degli studi riportati in cui non veniva riconosciuto un vantaggio dall'uso del super set tendevano ad analizzare soprattutto l'espressione della forza o in generale la prestazione fisica, aspetti di interesse secondario nel bodybuilding, dove l'ipertrofia muscolare rimane l'obiettivo principale. Inoltre, alcuna ricerca non ha ancora stabilito direttamente se le diverse forme di super set siano effettivamente inferiori alle serie tradizionali per lo sviluppo dell'ipertrofia sul lungo termine.
Alcuni studi (Krieger, 2010) hanno invece riscontrato che il Super set riesce ad aumentare l'ipertrofia muscolare del 40% rispetto ai metodi che prevedono l'esecuzione di serie singole. Schoenfeld (2010) rileva che i maggiori guadagni di ipertrofia muscolare sono potenzialmente indotti da grande stress metabolico provocato da questa tecnica. Kelleher et al. (2010), paragonando il dispendio energetico del super set con quello delle serie tradizionali, stabilirono che la tecnica speciale produce un maggiore dispendio energetico, maggiore lattato, e un maggiore EPOC (dispendio energetico nel post-allenamento) rispetto ai metodi tradizionali. Ciò è probabilmente favorito, tra i vari fattori, dal Time Under Tension più prolungato, in quanto diverse ricerche hanno constatato che un aumento del tempo sotto tensione del muscolo durante le serie porta ad un maggiore dispendio energetico complessivo. Alcaraz et al. (2011) rilevò che l'esercizio in triset favorisse un guadagno di forza e massa analogo ai metodi tradizionali pur riducendo la durata delle sessioni, e favorendo una maggiore perdita di massa grassa. Da questi dati si può concludere che il Super set e il Paired set training (ovvero un'intera sessione eseguita in Super set) possono favorire il miglioramento della composizione corporea in due direzioni, stimolando un maggiore dispendio energetico ma anche un maggiore stimolo dell'ipertrofia e della forza muscolare.

## Altre tecniche diresistance training
- Tri set
- Set gigante
- Stretch contrastato
- Stripping
- Rest pause
- Ripetizioni eccentriche
- Ripetizioni forzate
- Ripetizioni negative
- Ripetizioni parziali
- Cheating
- Super slow
- Peak contraction
- Blocco circolatorio
- Serie del 21
- Sistema piramidale
- Mantieni Peso (MP)
- Mantieni Ripetizioni (MR)
- Doppio impatto
- Lock-out
- Cedimento muscolare